# Alfieri Maserati

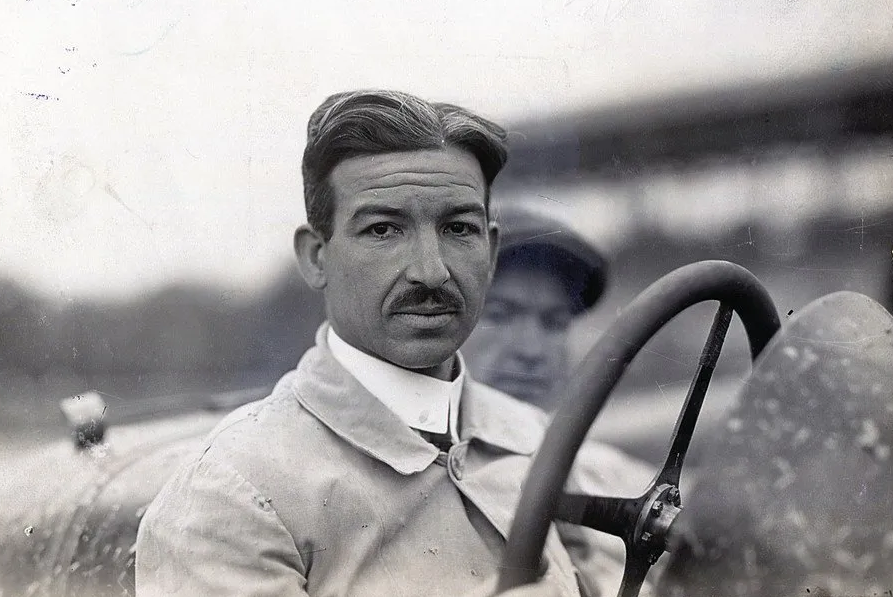
Alfieri Maserati (1926)

Alfieri Maserati (* 23. September 1887 in Voghera; † 3. März 1932 in Bologna) war ein italienischer Automobilingenieur und -rennfahrer. Er gründete 1914 die Werkstatt Officine Alfieri Maserati, die 1926 mit der Herstellung eigener Rennwagen begann und heute als Maserati S.p.A. bekannt ist.

## Biografie

### Familie

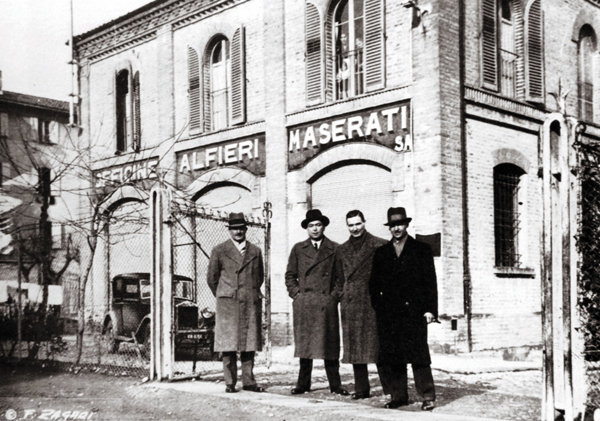
Die Fratelli Maserati – Bindo, Ernesto, Ettore und Mario Maserati 1934

Alfieri Maserati kam 1887 als viertes Kind von Rodolfo und Carolina Maserati, geborene Losi, zur Welt. Zwei Jahre zuvor hatten seine Eltern bereits einen Sohn mit diesem Namen gehabt, der allerdings bald nach seiner Geburt gestorben war. Rodolfo Maserati war in den 1880er Jahren als Lokomotivführer, nach anderen Quellen als Eisenbahningenieur in der norditalienischen Lombardei tätig. Von ihm übernahmen Alfieri und seine Brüder Carlo (1881–1910), Bindo (1883–1980), Mario (1890–1981), Ettore (1894–1990) und Ernesto (1898–1975) das Interesse an technischen Entwicklungen, das lediglich bei Mario oberflächlich blieb, denn er wurde Kunstmaler und entwarf später das berühmte Maserati-Logo, dessen Dreizack an den Neptun-Brunnen in Bologna erinnert.

### Isotta Fraschini und Bianchi

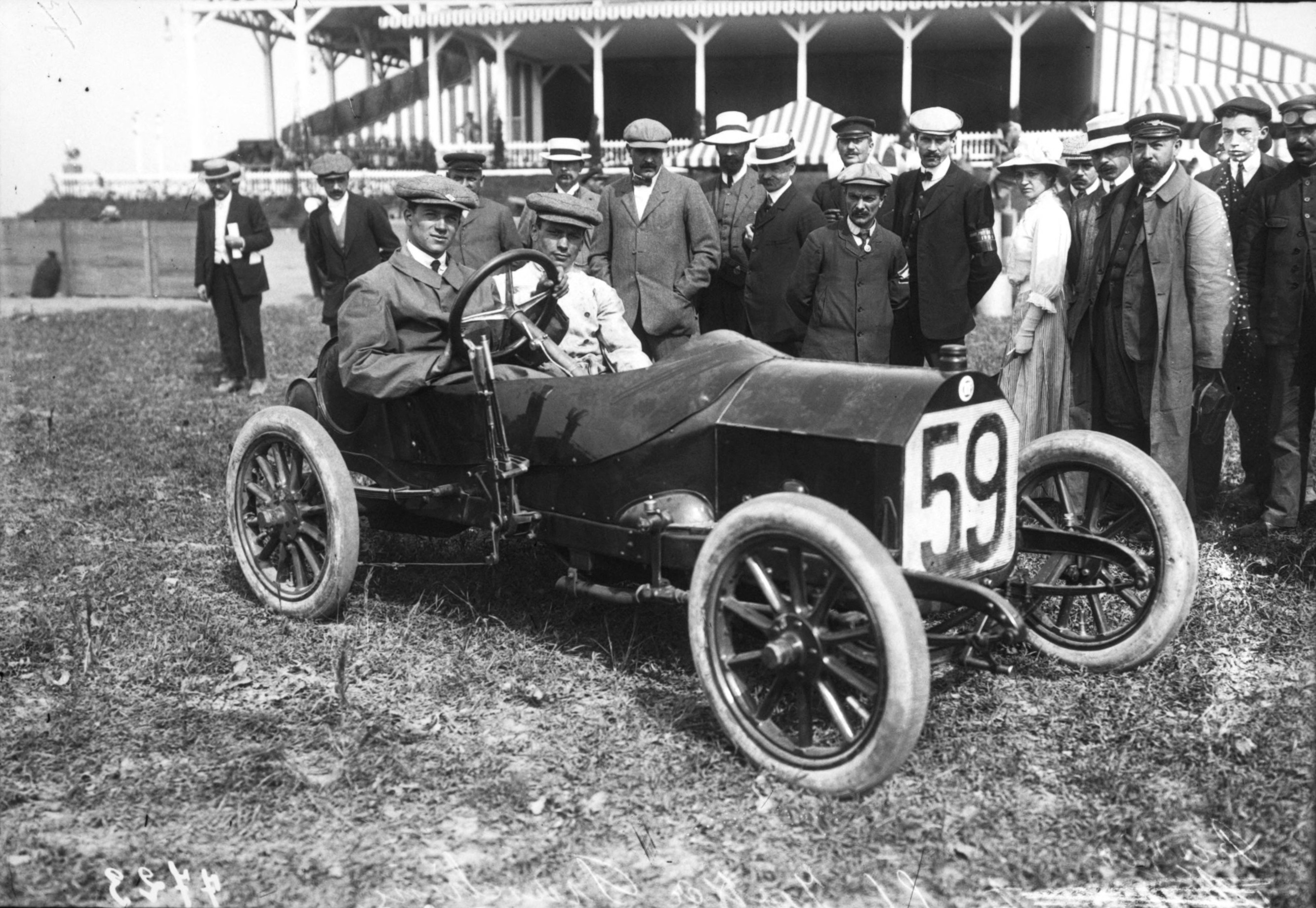
Alfieri Maserati auf einem Isotta Fraschini beim Grand Prix des Voiturettes 1908 in Dieppe

Im Jahr 1903 begann Alfieri Maserati eine Ausbildung als Mechaniker bei dem Automobilhersteller Isotta Fraschini in Mailand; die Empfehlung stammte von seinem Bruder Carlo, der dort bereits kurz vorher eine Anstellung gefunden hatte. Carlo wechselte wenig später zu dem Kraftfahrzeughersteller Bianchi und Alfieri folgte ihm 1905 nach. Neben seiner Arbeit hatte er dort die Möglichkeit, sich erfolgreich im Motorsport zu betätigen. Nach einigen Jahren kehrte Alfieri zu Isotta Fraschini zurück, wo er als Testfahrer und Serviceingenieur arbeitete. Im Jahr 1910 starb Carlo an einer Lungenentzündung und Alfieri Maserati sowie sein Bruder Bindo gingen nach Argentinien, um in der dortigen Isotta-Niederlassung zu arbeiten. Alfieri konstruierte in Buenos Aires einen Rennwagen mit Isotta-Technik, den er selbst bei einigen lokalen Automobilwettbewerben fuhr. Nach einem kurzen Aufenthalt in London kehrten die Maserati-Brüder 1914 nach Italien zurück.

### Eine eigene Werkstatt
Am 1. Dezember 1914 gründete Alfieri Maserati in Bologna sein eigenes Unternehmen, das über Jahre eng mit Isotta Fraschini verbunden war. Die Officine Alfieri Maserati reparierte Kundenautos von Isotta Fraschini und bereitete sie für Rennsporteinsätze vor. Alfieris jüngere Brüder Ettore und Ernesto waren in dem Unternehmen als Angestellte beschäftigt. Spätestens seit dieser Zeit waren die Geschwister als Fratelli Maserati (Gebrüder Maserati) bekannt.
Mit dem Eintritt Italiens in den Ersten Weltkrieg im Frühjahr 1915 kam die Tätigkeit der Werkstatt weitgehend zum Erliegen. Alfieri Maserati kehrte zu Isotta Fraschini zurück und war an der Entwicklung von Flugmotoren beteiligt. Parallel dazu entwickelte er Zündkerzen, die er nach Kriegsende unter dem Markennamen Trucco e Maserati vertrieb.

### Diatto

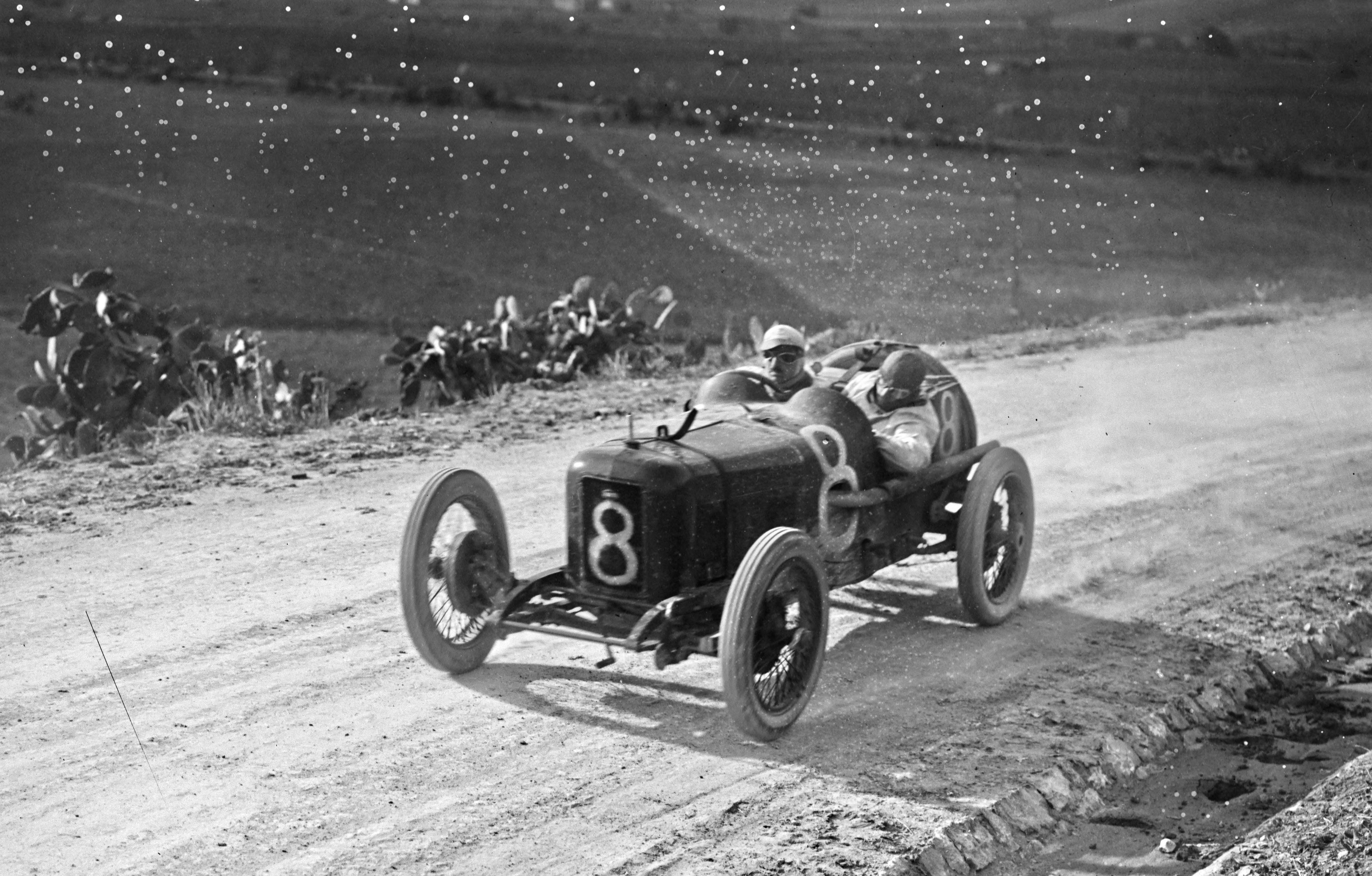
Alfieri Maserati bei der Coppa Florio 1922

Nach Kriegsende nahm Alfieri Maserati den Werkstattbetrieb wieder auf. Neben der Betreuung von Kundenautos konstruierte er im Auftrag von Isotta Fraschini einen Rennwagen, der „einige wichtige Rennen gewann.“ Mit diesem Modell weckte Alfieri Maserati die Aufmerksamkeit des Turiner Automobilherstellers Diatto, dessen Entwicklungsingenieur er im Sommer 1921 wurde. In der Absicht, das „nicht sehr ausgeprägte Image“ des Unternehmens zu stärken, erhielt Maserati den Auftrag, einen Rennwagen für Diatto zu entwickeln. Maserati konstruierte den Diatto 20S, der auf einem Straßenfahrzeug basierte. Mit ihm nahm er, selbst am Steuer sitzend, an mehreren Rennen im Mittelmeerraum teil. Der 20S war 1924 Gegenstand eines Eklats: Alfieri Maserati hatte den Wagen zum Rabassada-Bergrennen in Spanien für die Zweiliter-Klasse gemeldet und angegeben, der 20S habe einen Hubraum von 2,0 Litern. Eine Prüfung ergab allerdings, dass der Wagen tatsächlich mit einem wesentlich stärkeren 3,0-Liter-Motor ausgestattet war. Alfieri Maserati wurde daraufhin für fünf Jahre von der Teilnahme an Automobilrennen ausgeschlossen. Die Disqualifizierung erfolgte auf Antrag des Königlich spanischen Automobilklubs durch den Internationalen Verband der anerkannten Automobilklubs. Nachdem von ihm abgegebene „Erklärungen nach Prüfung durch den führenden Klub Spaniens gebilligt wurden“, war Maserati ab Anfang 1926 „von der über ihn verhängten Strafe befreit“ und „daher wieder in allen internationalen Rennen startberechtigt“.
1925 konstruierte Alfieri Maserati einen neuen Rennwagen für Diatto, der jedoch nur sporadisch eingesetzt wurde, weil Diatto mittlerweile in wirtschaftliche Schwierigkeiten geraten war. Im Frühherbst 1925 gab Diatto sein Motorsportengagement vollständig auf. Alfieri Maserati übernahm die Konstruktion kostenfrei im September 1925 und führte das Motorsportprogramm ab 1926 unter eigenem Namen fort. Er entwickelte seine letzte Diatto-Konstruktion in einigen Details weiter und präsentierte das ansonsten unveränderte Auto 1926 als Maserati Tipo 26. Die Bezeichnung nahm auf das Jahr der Vorstellung Bezug.

### Selbstständiger Rennwagenhersteller mit Werksteam

Maseratis Logo: Il Tridente, der stilisierte Dreizack, entworfen von Alfieris Bruder Mario Maserati

Ab 1926 arbeiteten drei Brüder Alfieri Maseratis in seinem Betrieb mit. Das Unternehmen war, obwohl nur Alfieris Name in der offiziellen Firmenbezeichnung erschien, ein Familienbetrieb. Seit 1926 trugen Alfieri Maseratis Konstruktionen den Markennamen Maserati, auch wenn sie bis ins Jahr 1932 hinein noch konzeptionell auf der letzten Diatto-Konstruktion basierten. Alfieri Maserati entwickelte nach dem Tipo 26 das Unikat V4 mit 16 Zylindern sowie die Modellfamilie Maserati 8C, von der bis 1931 mehr als ein Dutzend Fahrzeuge entstanden. Einige von ihnen blieben im Unternehmen und wurden von Maseratis Werksteam bei Großen Preisen, bei Berg- und bei Langstreckenrennen eingesetzt. Anfänglich fuhr Alfieri Maserati seine Autos noch selbst, später beschäftigte er bekannte Fahrer wie Luigi Arcangeli, Baconin Borzacchini, Luigi Fagioli, Aymo Maggi und Achille Varzi. In den späten 1920er-Jahren konkurrierte Maserati vor allem mit Alfa Romeo und Bugatti, wobei das Werksteam zeitweise recht erfolgreich war.
In diese Zeit fällt auch der Beginn der über Jahrzehnte währenden Rennsportrivalität zwischen dem Unternehmen Maserati und der Scuderia Ferrari: Seit 1924 war Enzo Ferrari Werksfahrer bei Alfa Romeo und konkurrierte im Motorsport mit Alfieri Maserati und dessen Diatto- sowie den ersten Maserati-Rennsportwagen. Die Rivalität nahm weiter zu, als Enzo Ferrari 1929 mit Hilfe von Investoren und Alfa Romeo das Rennsporteam Scuderia Ferrari gründete und damit in Konkurrenz zur Officine Alfieri Maserati trat.

### Unfall und Tod

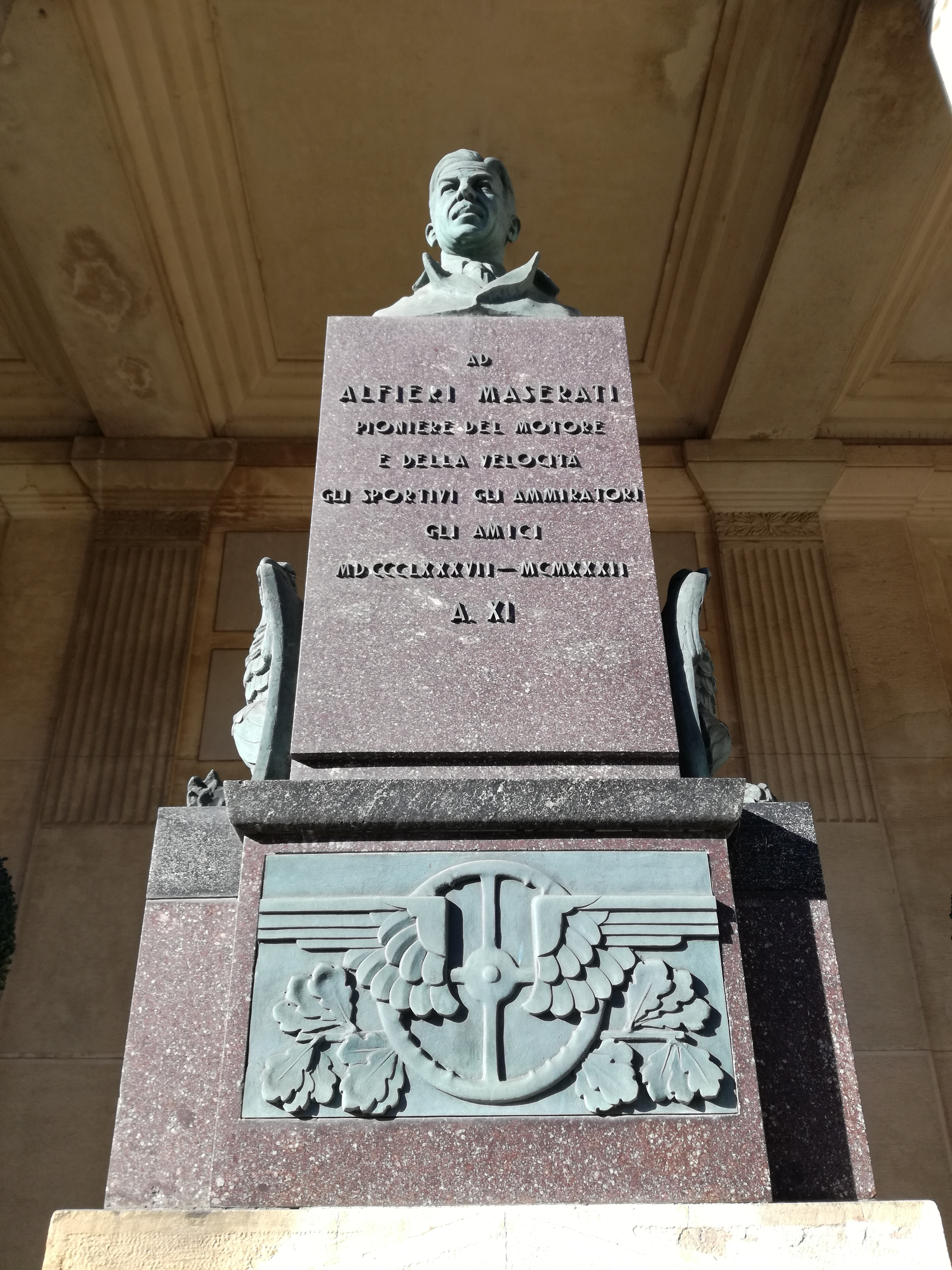
Grabstein Alfieri Maserati

1927 erlitt Alfieri Maserati bei der Coppa Messina, einem auf öffentlichen Straßen ausgetragenen Langstreckenrennen in der Nähe der sizilianischen Stadt Messina, am 8. Mai einen schweren Rennunfall. Durch einen Fahrfehler kam er mit seinem Tipo 26B von der sehr staubigen Strecke ab. Sein Auto überschlug sich. Bei dem Unfall wurde eine Niere so stark gequetscht, dass sie entfernt werden musste. In der Folgezeit fuhr Maserati nur noch wenige Rennen. Im Laufe der Jahre traten erhebliche Komplikationen ein. 1931 hatte sich sein Gesundheitszustand so weit verschlechtert, dass er kaum noch Rennen besuchte. Am 3. März 1932 unterzog er sich einer weiteren Nierenoperation, in deren Verlauf er starb. Die Beisetzung fand unter großer öffentlicher Anteilnahme auf dem Cimitero monumentale della Certosa (Kreuzgang IX) in Bologna statt.

### Erbe

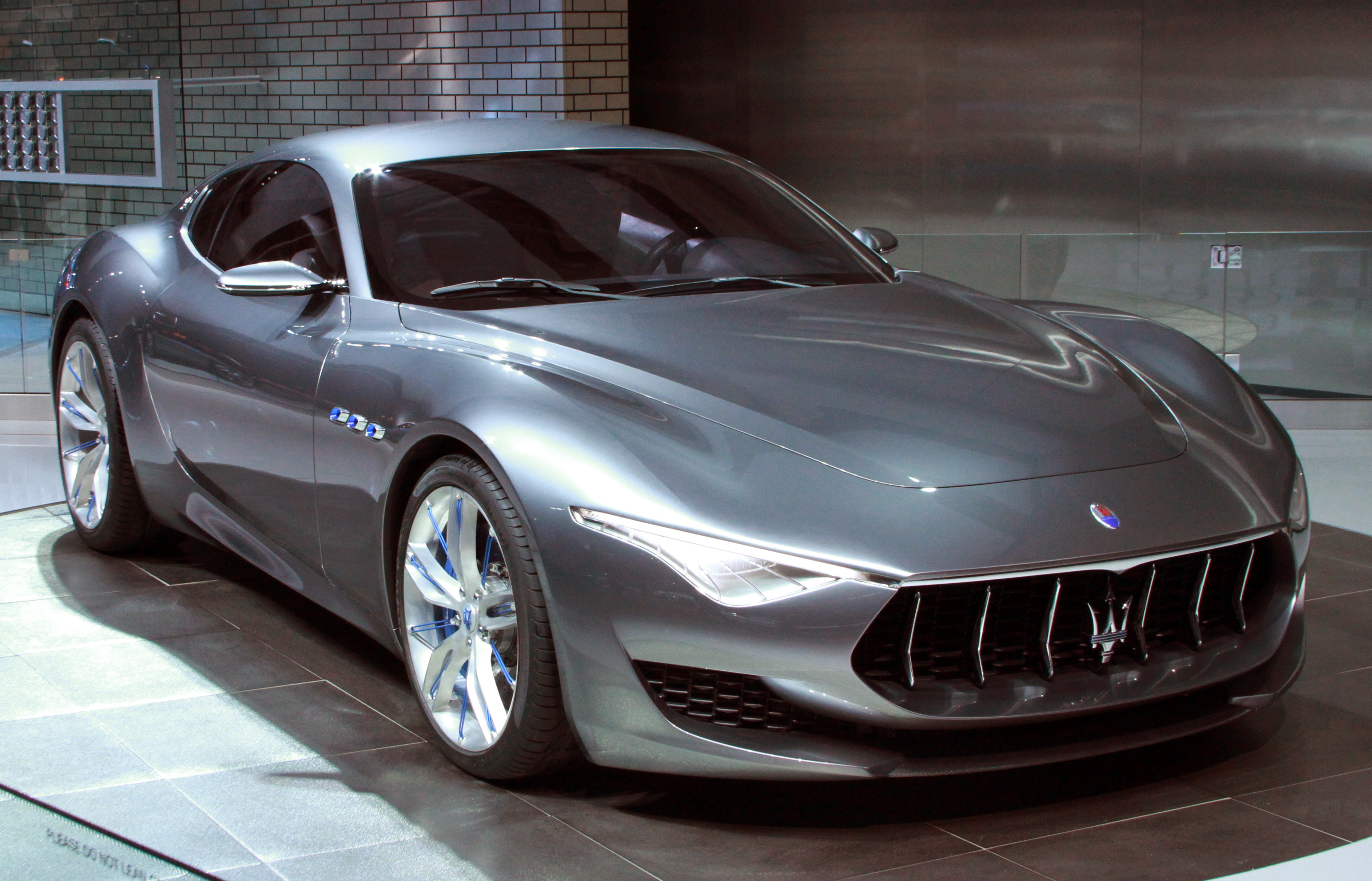
Hommage an den Gründer der Marke: Konzeptfahrzeug Maserati Alfieri von 2014

Die überlebenden Maserati-Brüder führten die Officine Alfieri Maserati zunächst fort. Nach Ansicht von Beobachtern erlangte das Unternehmen aber nicht mehr die Dynamik, die es zu Alfieris Lebzeiten hatte. 1937 verkauften sie das Unternehmen an die Industriellenfamilie Orsi. In diesem Zusammenhang wechselte der Maserati-Stammsitz von Bologna an die Via Emilia in Modena; das neue Maserati-Werk auf der Nordseite der Straße lag nur rund 500 Meter vom Ferrari-Sitz auf der Südseite entfernt. Vereinbarungsgemäß arbeiteten Alfieri Maseratis Brüder Bindo, Ernesto und Ettore noch bis 1947 im Unternehmen Maserati unter Führung der Familie Orsi weiter; in der Folge gelangte es über Citroën (1968 bis 1975) und Alejandro de Tomaso (ab 1975) schließlich 1993 in den Fiat-Konzern.
Unterdessen reaktivierten die verbliebenen drei Maserati-Brüder 1947 einen Teil des ehemaligen Werks der Officine Alfieri Maserati in Bologna: Sie gründeten die Officine Specializzata Costruzioni Automobili (OSCA) und bauten wieder Renn- und Sportwagen, ehe sie dieses Unternehmen 1963 altersbedingt an den Motorrad-Hersteller MV Agusta verkauften.
2014 stellte Maserati auf dem Genfer Auto-Salon ein Konzeptfahrzeug mit der Bezeichnung Maserati Alfieri vor.